# 숨바꼭질 (드라마)
《숨바꼭질》은 2018년 8월 25일부터 2018년 11월 17일까지 방송된 주말 특별기획 드라마이다.

## 기획 의도
대한민국 유수의 화장품 기업의 상속녀와 그녀의 인생을 대신 살아야만 했던 또 다른 여자에게 주어진 운명, 그리고 이를 둘러싼 욕망과 비밀을 그린 드라마

## 방송 시간
| 방송 채널 | 방송 기간                          | 방송 시간                   | 방송 분량                      |
| --------- | ---------------------------------- | --------------------------- | ------------------------------ |
| MBC TV    | 2018년 8월 25일 ~ 2018년 10월 27일 | 매주 토요일 밤 8:45 ~ 11:05 | 140분 (회당 35분 4회 연속방송) |
| MBC TV    | 2018년 11월 3일 ~ 2018년 11월 17일 | 매주 토요일 밤 9:00 ~ 11:00 | 120분 (회당 30분 4회 연속방송) |

## 등장인물

### 주요 인물
- 이유리 : 민채린 / 김채린 역 (아역 조예린) - 이 드라마의 여주인공. 해란의 의붓딸, 재상의 정략결혼 상대. 해금의 의붓손녀. 은혁의 연인. 수경 (선혜)의 친딸
- 송창의 : 차은혁 / 조성민 역 (아역 최승훈) - 이 드라마의 남주인공. 채린의 남자친구. 재상의 비서. 필두의 아들. 20년 전 어린 수아를 유괴한 납치 공범
- 엄현경 : 하연주 / 민수아 역 (아역 신린아) - 이 드라마의 서브 여주인공이자 메인 악녀, 스포일러[1]. 해란과 준식의 친딸. 해금의 외손녀, 현숙의 의붓딸
- 김영민 : 문재상 역 - 이 드라마의 서브 남주인공. 채린의 정략결혼 상대. 문태산 회장의 아들

### 민채린의 주변 인물
- 조미령 : 박해란 역 - 채린의 양모. 연주의 생모
- 이종원 : 민준식 역 - 채린의 양부. 연주의 생부
- 정혜선 : 나해금 역 - 채린의 양조모. 연주의 외조모
- 윤다경 : 김실장 역 - 김수경 / 김선혜. 20년전 어린 수아를 유괴 사주한 진짜 범인. 채린의 생모
- 안보현 : 백도훈 역 (아역 배강유)

### 하연주의 주변 인물
- 서주희 : 도현숙 역 - 연주의 양모. 금주와 동주의 친모
- 김혜지 : 하금주 역 (아역 : 이아라) - 연주의 의붓동생. 동주의 언니
- 최희진 : 하동주 역 - 연주의 의붓동생. 금주의 동생

### 그 외 인물
- 윤주상 : 문태산 역 - 태산그룹의 회장
- 이용녀 : 최보살 역 - 해금의 정신적 지주
- 김익태 : 황 사장 역
- 김용석
- 규엽
- 안선희
- 정미혜
- 민서영
- 김화영
- 김사훈
- 류성렬
- 김하늘
- 전성훈
- 이윤상
- 김미희
- 용건빈
- 염지혜
- 이유진
- 우준혁
- 조아진
- 해선
- 박재완
- 유영복
- 이육헌
- 임애란
- 김인희
- 김미준
- 한명철
- 임용순
- 박병욱
- 홍예지
- 유지영
- 구용완
- 서재희
- 차민혁
- 이성재
- 양말복
- 윤인조
- 심태희
- 이정현
- 라선희
- 도용구
- 이진목
- 성찬호
- 옥주리
- 유금
- 한여울
- 조한아름 : 민채린을 뒷담화하는 여학생 1 역
- 이시현 : 민채린을 뒷담화하는 여학생 2 역
- 최서후 : 비서 역
- 한승현 : 검사 역
- 박혜진 : 서희주 역

### 특별 출연
- 이원종 : 조필두 역 - 수아 유괴범. 은혁의 생부
- 이정섭
- 박하나 : 여배우 역

## 시청률
최저 시청률과 최고 시청률은 시청률 조사회사와 지역별로 시청률에 차이가 있을 수 있습니다.
| 2018년 | 2018년    | 2018년         | 2018년       | 2018년         | 2018년       |
| 회차   | 방송일    | TNmS 시청률    | TNmS 시청률  | AGB 시청률     | AGB 시청률   |
| 회차   | 방송일    | 대한민국(전국) | 서울(수도권) | 대한민국(전국) | 서울(수도권) |
| ------ | --------- | -------------- | ------------ | -------------- | ------------ |
| 제1회  | 8월 25일  | 2.7%           | 2.8%         | 3.2%           | 3.4%         |
| 제2회  | 8월 25일  | 6.8%           | 6.9%         | 7.2%           | 7.2%         |
| 제3회  | 8월 25일  | 6.5%           | 6.7%         | 7.0%           | 7.2%         |
| 제4회  | 8월 25일  | 7.7%           | 8.0%         | 8.1%           | 8.4%         |
| 제5회  | 9월 8일   | 3.0%           | %            | 3.7%           | 3.9%         |
| 제6회  | 9월 8일   | 7.6%           | %            | 7.2%           | 7.0%         |
| 제7회  | 9월 8일   | 6.7%           | %            | 6.8%           | 6.8%         |
| 제8회  | 9월 8일   | 8.5%           | %            | 8.6%           | 8.7%         |
| 제9회  | 9월 15일  | 3.7%           | %            | 4.9%           | 4.4%         |
| 제10회 | 9월 15일  | 7.7%           | %            | 8.6%           | 8.0%         |
| 제11회 | 9월 15일  | 6.5%           | %            | 7.3%           | 6.7%         |
| 제12회 | 9월 15일  | 7.6%           | %            | 9.2%           | 8.7%         |
| 제13회 | 9월 22일  | 4.8%           | %            | 5.5%           | 5.1%         |
| 제14회 | 9월 22일  | 10.5%          | %            | 10.2%          | 9.8%         |
| 제15회 | 9월 22일  | 11.0%          | %            | 10.3%          | 10.1%        |
| 제16회 | 9월 22일  | 11.8%          | %            | 11.0%          | 10.6%        |
| 제17회 | 9월 29일  | 4.6%           | %            | 5.5%           | 4.9%         |
| 제18회 | 9월 29일  | 8.1%           | %            | 7.7%           | 7.3%         |
| 제19회 | 9월 29일  | 7.0%           | %            | 6.6%           | 6.5%         |
| 제20회 | 9월 29일  | 8.8%           | %            | 9.1%           | 9.1%         |
| 제21회 | 10월 6일  | %              | %            | 5.7%           | 5.4%         |
| 제22회 | 10월 6일  | %              | %            | 11.3%          | 11.4%        |
| 제23회 | 10월 6일  | %              | %            | 11.3%          | 11.5%        |
| 제24회 | 10월 6일  | %              | %            | 13.1%          | 13.0%        |
| 제25회 | 10월 13일 | 5.3%           | %            | 5.3%           | 5.0%         |
| 제26회 | 10월 13일 | 11.0%          | %            | 10.2%          | 10.0%        |
| 제27회 | 10월 13일 | 10.8%          | %            | 10.6%          | 10.5%        |
| 제28회 | 10월 13일 | 11.4%          | %            | 11.2%          | 11.1%        |
| 제29회 | 10월 20일 | 3.6%           | %            | 3.6%           | 3.3%         |
| 제30회 | 10월 20일 | 8.2%           | %            | 8.1%           | 7.9%         |
| 제31회 | 10월 20일 | 11.3%          | %            | 11.0%          | 11.0%        |
| 제32회 | 10월 20일 | 12.6%          | %            | 11.8%          | 11.9%        |
| 제33회 | 10월 27일 | 5.5%           | %            | 5.9%           | 5.2%         |
| 제34회 | 10월 27일 | 12.8%          | %            | 11.4%          | 11.2%        |
| 제35회 | 10월 27일 | 13.0%          | %            | 11.2%          | 11.1%        |
| 제36회 | 10월 27일 | 14.1%          | %            | 12.0%          | 12.0%        |
| 제37회 | 11월 3일  | 10.2%          | %            | 9.9%           | 9.3%         |
| 제38회 | 11월 3일  | 13.3%          | %            | 12.6%          | 11.8%        |
| 제39회 | 11월 3일  | 12.8%          | %            | 12.7%          | 12.4%        |
| 제40회 | 11월 3일  | 13.5%          | %            | 13.3%          | 13.1%        |
| 제41회 | 11월 10일 | 10.5%          | %            | 10.6%          | 10.1%        |
| 제42회 | 11월 10일 | 13.7%          | %            | 12.9%          | 12.1%        |
| 제43회 | 11월 10일 | 12.9%          | %            | 12.2%          | 11.6%        |
| 제44회 | 11월 10일 | 14.0%          | %            | 13.4%          | 12.8%        |
| 제45회 | 11월 17일 | 7.8%           | %            | 7.3%           | 6.7%         |
| 제46회 | 11월 17일 | 14.0%          | %            | 13.2%          | 11.6%        |
| 제47회 | 11월 17일 | 13.9%          | %            | 13.6%          | 12.5%        |
| 제48회 | 11월 17일 | 15.2%          | %            | 15.4%          | 14.4%        |

## 촬영지
- 포방터시장
- 새빛섬
- 서대문형무소 역사관

## 결방 사유
- 2018년 9월 1일 : 2018년 아시안 게임 남자 축구 결승전 중계방송으로 결방.

## OST
- Part.1 : 흔적 (베이지) (발매일 : 2018년 9월 15일)
- Part.2 : Someday (서인영 X 이건) (발매일 : 2018년 9월 22일)
- Part.3 : You Are (클랑) (발매일 : 2018년 10월 13일)
- Part.4 : 그댈 원하고 있죠 (서제이) (발매일: 2018년 10월 20일)
- Part.5 : 널 위해 살겠다 (이유리) (발매일 : 2018년 11월 3일)
- Part.6 : 그대 만을 (이기찬) (발매일 : 2018년 11월 17일)

## 수상 및 후보
| 수상 및 후보 | 수상 및 후보                           | 수상 및 후보                       | 수상 및 후보 | 수상 및 후보 | 수상 및 후보 |
| 연도         | 시상식(주최 기관)                      | 부문                               | 수상작(자)   | 결과         | 출처         |
| ------------ | -------------------------------------- | ---------------------------------- | ------------ | ------------ | ------------ |
| 2018         | 제6회 아시아태평양 스타 어워즈         | 장편드라마부문 여자 최우수연기상   | 이유리       | 후보         |              |
| 2018         | 제26회 대한민국문화연예대상            | 드라마부문 대상                    | 이유리       | 수상         |              |
| 2018         | 제23회 소비자의 날 KCA 문화연예 시상식 | 2018 관객이 뽑은 올해의 배우       | 이유리       | 수상         |              |
| 2018         | MBC 연기대상                           | 대상                               | 이유리       | 후보         |              |
| 2018         | MBC 연기대상                           | 주말특별기획부문 여자 최우수연기상 | 이유리       | 수상         |              |
| 2018         | MBC 연기대상                           | 주말특별기획부문 남자 최우수연기상 | 송창의       | 후보         |              |
| 2018         | MBC 연기대상                           | 주말특별기획부문 여자 우수연기상   | 엄현경       | 후보         |              |
| 2018         | MBC 연기대상                           | 주말특별기획부문 남자 우수연기상   | 김영민       | 후보         |              |
| 2018         | MBC 연기대상                           | 주말특별기획부문 조연상            | 윤다경       | 후보         |              |
| 2018         | MBC 연기대상                           | 주말특별기획부문 조연상            | 조미령       | 후보         |              |
| 2018         | MBC 연기대상                           | 청소년 아역상                      | 조예린       | 수상         |              |

## 동시간대 드라마
- SBS 주말 특별기획 드라마

《그녀로 말할 것 같으면》 (2018년 7월 7일 ~ 2018년 9월 29일)
《미스 마 - 복수의 여신》 (2018년 10월 6일 ~ 2018년 11월 24일)

## 같이 보기
- 대한민국의 텔레비전 드라마 목록 (ㅅ)
- 2018년 대한민국의 텔레비전 드라마 목록